# ニューオーリンズ・ユニオン・パッセンジャー・ターミナル
ニューオーリンズ・ユニオン・パッセンジャー・ターミナル（英語：New Orleans Union Passenger Terminal）はアメリカ合衆国ルイジアナ州ニューオーリンズ ロヨラ・アヴェニュー1001にある駅。 全米各地を結ぶ旅客鉄道のアムトラックが乗り入れている。

## 概要
ニューオーリンズ・ユニオン・パッセンジャー・ターミナル（NOUPT）は、市内に分散していた5つの駅から旅客駅を統合し、中心市街地全体で危険な踏切の数を減らすために222万5千ドルの費用をかけ、1954年1月8日に7社44本の旅客列車が発着する駅としてオープンした。当時、約5,000平方メートルの広さを持つ駅で空調設備があったのは全米で当駅だけであった。駅は市の所有だったが、乗り入れる7社の鉄道会社が費用を負担し建設された。当駅は旧ユニオン駅の隣に建てられ、旧ユニオン駅や他の駅は1954年に取り壊され、現在の駅に代替された。1960年代後半、当駅の7番線から12番線はグレイハウンドのターミナルとして使用するために線路長を半分に短くされた。それ以降、アムトラックとグレイハウンドは駅を共同使用している。それは、一貫輸送施設機能の助けとなった。

## 利用可能な鉄道路線／列車
アムトラックの発着する列車は下記の通り。
シカゴとニューオーリンズ間の夜行長距離列車シティ・オブ・ニューオーリンズ号…1日1往復発着
ニューヨークとニューオーリンズ間の夜行長距離列車クレセント号…1日1往復発着
ロサンゼルスとニューオーリンズ間の夜行長距離列車サンセット・リミテッド号…月・水・土 出発 / 火・金・日 到着
ニューオーリンズ地域交通局の発着する路線は下記の通り。
当駅とフレンチ・マーケット間のロヨラ-UPT路面電車線

## バス
当駅から乗車できるバスは以下の通り。
中長距離バスはグレイハウンドが担っている。
市内交通は、ニューオーリンズ地域交通局 (New Orleans Regional Transit Authority)が担っている。